# Салліван (Нью-Йорк)
Салліван (англ. Sullivan) — місто (англ. town) в США, в окрузі Медісон штату Нью-Йорк. Населення — 14 794 особи (2020).

## Демографія
Згідно з переписом 2010 року, у місті мешкало 15 339 осіб у 6144 домогосподарствах у складі 4325 родин. Було 6723 помешкання
Расовий склад населення:
| - 97,2 % — білих - 0,6 % — чорних або афроамериканців - 0,4 % — корінних американців - 0,4 % — азіатів |

До двох чи більше рас належало 1,2 %. Частка іспаномовних становила 1,2 % від усіх жителів.
За віковим діапазоном населення розподілялося таким чином: 22,5 % — особи молодші 18 років, 62,5 % — особи у віці 18—64 років, 15,0 % — особи у віці 65 років та старші. Медіана віку мешканця становила 43,5 року. На 100 осіб жіночої статі у місті припадало 96,8 чоловіків;  на 100 жінок у віці від 18 років та старших — 95,8 чоловіків також старших 18 років.
Середній дохід на одне домашнє господарство  становив 79 677 доларів США (медіана — 69 503), а середній дохід на одну сім'ю — 89 754 долари (медіана — 80 412). Медіана доходів становила 51 701 долар для чоловіків та 40 590 доларів для жінок. За межею бідності перебувало 8,8 % осіб, у тому числі 10,8 % дітей у віці до 18 років та 6,9 % осіб у віці 65 років та старших.
Цивільне працевлаштоване населення становило 8205 осіб. Основні галузі зайнятості: освіта, охорона здоров'я та соціальна допомога — 24,4 %, роздрібна торгівля — 12,4 %, виробництво — 11,7 %.